# Maciej Klociński
Maciej Klociński (ur. 23 października 1991 w Żyrardowie) – polski piosenkarz, pianista, akordeonista, akompaniator, konferansjer, nauczyciel interpretacji piosenki, reżyser spektakli teatralnych i widowisk estradowych, a także juror ogólnopolskich i międzynarodowych konkursów wokalnych oraz popularyzator kultury muzycznej dwudziestolecia międzywojennego.

## Życiorys
Naukę gry na fortepianie rozpoczął w wieku siedmiu lat. Gra również na akordeonie i bandżoli.
Przez 13 lat związany był z żyrardowskim teatrem „Maskarada”, działającym przy Młodzieżowym Domu Kultury. W 2005 roku zagrał harcerza w spektaklu pt. In articulo mortis w reżyserii Magdy Teresy Wójcik i Henryka Boukołowskiego, którego premiera odbyła się w Teatrze na Woli.
W latach 2010–2013 występował z muzykami Orkiestry z Chmielnej. Związany był także z kapelą Warszawiaki, wraz z którą nagrał między innymi dla telewizji TVN program pt. Piąta ćwiartka oraz Ferajną Jastrzębskiego. W latach 2011–2022 był członkiem Warszawskiej Kapeli Zdzisława Patera z Chmielnej.
W 2013 roku został laureatem Ogólnopolskiego Festiwalu Piosenki Retro im. Mieczysława Fogga, gdzie za działalność artystyczną popularyzującą twórczość dwudziestolecia międzywojennego został uhonorowany „Złotym Liściem Retro”.
W 2015 został laureatem XIX Międzynarodowego Konkursu Młodych Wykonawców Rosyjskiego Romansu „Romansiada 2015” etapu moskiewskiego oraz Nagrody im. Ałły Bajanowej – Za oddanie rosyjskiemu romansowi (Приз Аллы Баяновой За преданность русскому романсу) przyznanej przez Fundację Ałły Bajanowej w Moskwie.
W 2017 (17 grudnia) został laureatem I miejsca na Konkursie Młodych Wykonawców Rosyjskiego Romansu „Romansiada 2015” Moskwie.
Był kilkukrotnie w gronie stypendystów Stypendium im. Filipa de Girarda, w tym w latach 2018 i 2020.
W 2023 roku na podstawie rozprawy doktorskiej pt. Warszawska Orkiestra Uliczna z Chmielnej w latach 1928–2012. Monografia uzyskał stopień naukowy doktora w dyscyplinie literaturoznawstwo na Uniwersytecie Kardynała Stefana Wyszyńskiego w Warszawie.
Prowadzi cykliczne programy w Radiu Fama i w telewizji Żyrardowskiej popularyzujące dawną piosenkę.
Aktor Wędrownego Teatru Muzycznego Maggie Tunkiewicz-Zakrzewskiej.
W 2024 bezskutecznie kandydował w wyborach samorządowych do Rady Miasta Żyrardowa (uzyskał 120 głosów).
W 2024 nakładem Wydawnictwa Iskry, ukazała się jego książka pt. Orkiestra z Chmielnej. W promocji książki w Klubie Księgarza w Warszawie, udział wzięli między innymi: Andrzej Frajndt, Ewa Gaber, Elżbieta Marciniak i Tadeusz Woźniakowski. W 2025 za książkę otrzymał Nagrodę ZAiKS-u im. Karola Małcużyńskiego w dziedzinie varsavianów za rok 2024. Recenzje książki ukazały się między innymi na łamach Stolicy, gdzie autorem recenzji był Rafał Skąpski, w Dzienniku Łódzkim, gdzie autorem recenzji był Dariusz Pawłowski oraz w portalu internetowym Histmag, gdzie autorem recenzji był Michał Gadziński.
Doczekał się między innymi biogramu w opracowaniu encyklopedycznym Janusza Świądra pt. Gwiazdy błyszczały wczoraj.

## Publikacje
- Orkiestra z Chmielnej (Wydawnictwo Iskry, Warszawa, 2024; EAN:9788324411771)